# Streblosiopsis
Streblosiopsis  es un género de plantas con flores perteneciente a la familia de las rubiáceas. Incluye una sola especie: Streblosiopsis cupulata Valeton (1910).
Es nativo de Borneo.